# Alexander Dobrindt

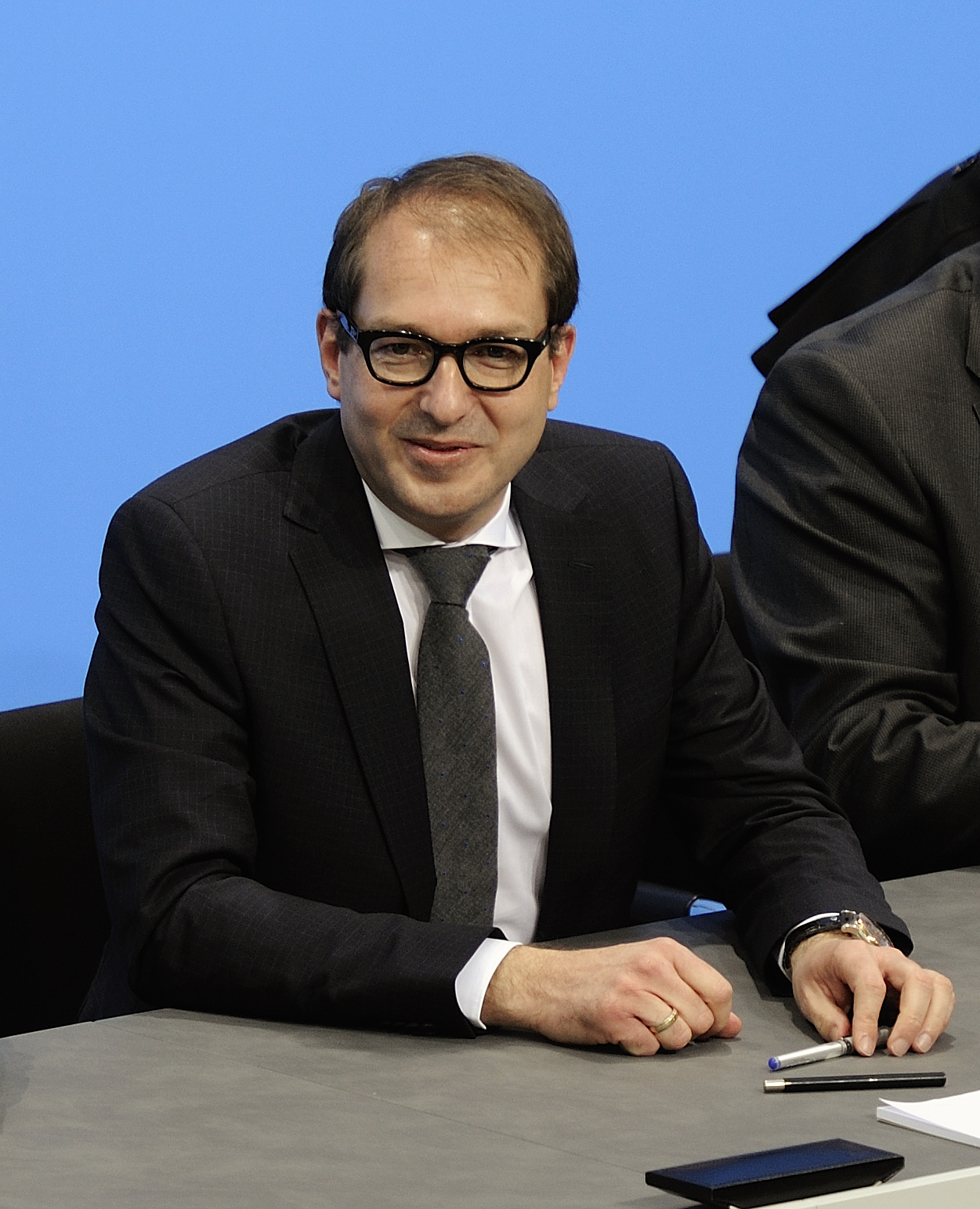
Alexander Dobrindt, 2013

Alexander Dobrindt, född 7 juni 1970 i Peissenberg, Bayern i dåvarande Västtyskland, är en tysk konservativ politiker tillhörande partiet Kristligt sociala unionen (CSU). Han är sedan 17 december 2013 Tysklands minister för trafik och digital infrastruktur. Från 9 februari 2009 till 15 december 2013 var han CSU:s generalsekreterare. Sedan 2002 är han ledamot för CSU i Tysklands förbundsdag.
Dobrint har en sociologexamen från Münchens universitet och arbetade innan han blev heltidspolitiker som chef på maskintillverkningsföretaget Holzner & Sanamij i Peissenberg.
Han är romersk katolik, är gift sedan 2006 och har en son.